# 멜레테
그리스 신화에서 멜레테/ˈmɛl[미지원 입력]tiː/(Μελέτη)는 그리스 신화의 여신으로 '옛 무사'라고도 불리는 3주의 무사 중 하나이다. 다른 여신은 므네메와 아오이데이다.